# Jõeranna
Jõeranna – wieś w Estonii, w prowincji Hiuma, w gminie Kõrgessaare.
W 2012 roku wieś liczyła 32 mieszkańców; w październiku 2010 – 34, w grudniu 2009 – 32.